# منطقة نيويورك الحضرية
منطقة نيويورك الحضرية أو منطقة نيويورك الكبرى (بالإنجليزية: New York metropolitan area) كما يشار إليها أيضًا باسم (بالإنجليزية: Tri-State area) هي أكبر منطقة حضرية في العالم من حيث المساحة، والتي تبلغ 12093 كم 2، وواحدة من أكثر التجمعات الحضرية اكتظاظًا بالسكان في العالم.  تشمل المنطقة الحضرية الشاسعة مدينة نيويورك ولونغ آيلاند ووادي هدسون الأوسط والسفلي في ولاية نيويورك؛  وأكبر ست مدن في ولاية نيو جيرسي: نيوآرك وجيرسي سيتي وباترسون وإليزابيث وليكوود ‏ وإديسون والمناطق المجاورة لها؛  وست من أكبر سبع مدن في ولاية كونيتيكت: بريدجبورت ونيو هافن وستامفورد وواتربوري ونوروولك ودانبري والمناطق المجاورة لهذه المدن. تضم منطقة نيويورك الحضرية المحور الجغرافي والديموغرافي للمنطقة الحضرية الأكبر ميغالوبوليس الشمالية الشرقية.

## مرافق
- ستة أعلام مغامرة عظيمة
- كوني آيلاند
- أرض ميك بيليف (مدينة ملاهي)
- حديقة ماونتن كريك المائية
- بلاي لاند (نيويورك)[7]

## الجامعات
- جامعة كولومبيا
- جامعة برنستون
- جامعة ييل

## الرياضة
- نوادي كرة السلة
  - بروكلين نتس
  - نيويورك نيكس
- الدوري الوطني لكرة القدم للسيدات
  - سكاي بلو
- الاتحاد الوطني لكرة السلة النسائية
  - نيويورك ليبرتي
- دوري كرة القاعدة الرئيسي
  - نيويورك ميتس
  - نيويورك يانكيز
- الدوري الأمريكي لكرة القدم
  - نادي نيويورك سيتي
  - نيويورك ريد بولز